# Adam Majó i Garriga
Adam Majó i Garriga   (Manresa, 1968) és un filòleg, periodista i escriptor català. Màster en Construcció i Representació de les Identitats Culturals per la Universitat de Barcelona, actualment és el director de l'Oficina per a la Defensa dels Drets Civils i Polítics de la Generalitat de Catalunya i col·labora habitualment amb el diari Regió7, Llibertat.cat, Vilaweb i Nació Digital.
Va militar trenta anys a l'Esquerra Independentista i fou regidor de la Candidatura d'Unitat Popular a la seva ciutat natal a l'oposició durant dues legislatures, entre els anys 2007 al 2015. Ha treballat com a comissionat pel Centre Històric de l'Ajuntament de Manresa.

## Obra publicada
- Set de mal. Desxifrant el feixisme del segle XXI, 2020, p. 208. ISBN 9788413031729.[5]
- Europa, la utopia practicable.  Icaria Editorial, 2022, p. 186. ISBN 9788418826443.